# Šmartno pod Šmarno goro
Šmartno pod Šmarno goro (nemško: Sankt Martin unter dem Großkahlenberge) je nekdaj neodvisen del Ljubljane, ki se nahaja na močno razrezanih terasah na levem bregu Save pod Šmarno goro in gorenjskemu odseku avtoceste.

## Geografija
Šmartno pod Šmarno goro je gručasta vas ob jugovshodnem vznožju Šmarne gore ob cesti od Tacna do Vodic. Vključuje zaselke Pšatnik, Roje, Solzna dolina, Kudrovec in Blatna vas. Prst je mešanica peska ter ilovice. Vaška polja ležijo severno od naselja, v smeri proti Vodicam.

## Ime
Kraj je dobil ime po cerkvi sv. Martina. Prvič se omenja leta 1296 kot Sanctus Martinus sub Monte Sancte Marie (ter kot Sand Marten leta 1420, in Sand Martten pey der Saw leta 1430). Današnje ime je posledica kontrakcije (*šent Martìn 'Saint Martin' > *Šm̥martìn > *Šmártən), moška oblika imena pa je prek hiperkorekcije prešla v srednji spol.

## Zgodovina
Cerkev sv. Martina se v starih listinah kot samostojna duhovnija omenja 1118, sedež župnije pa je pstal 1562. Sedanjo cerkev z dominantno lego je po načrtih Simona Foykerja v letih 1839 do 1841 postavil gradbeni mojster Matej Medved. Cerkev je velika v poznoklasicističnem slogu zasnovana stavba, ki jo sestavlja banjasto obokan triladijski prostor, kupolasto obokan prezbiterij s tempeljsko fasado, ki vključuje masiven zvonik.
Naselje se je začelo širiti v šesdesetih letih 20. stoletja, sprva na podnožju Šmarne gore, nato pa še proti severu in jugu. Šmartno je center četrtne skupnosti Šmarna gora z župniščem, osnovno šolo in pošto, čeprav so nekatere pomembne ustanove (npr. knjižnica, gasilsko društvo) v drugih naseljih skupnosti. S središčem Ljubljane je povezano z mestnimi avtobusnimi linijami št. 1B, N1, 8, 8B in integrirano linijo 60.